# 郑静晨
郑静晨（1959年9月14日—），生于新疆乌鲁木齐，原籍陕西户县，中国灾害救援医学专家。1983年毕业于新疆医学院。2011年当选为中国工程院院士。